# ラヴェッロ (サレルノ県)
ラヴェッロ（イタリア語: Ravello）は、イタリア共和国カンパニア州サレルノ県にある、人口約2,500人の基礎自治体（コムーネ）。

## 地理

### 位置・広がり
サレルノ県北西部、アマルフィ海岸に位置するコムーネで、アマルフィから北北東へ約2km、県都サレルノから西南西へ約14km、州都ナポリから南東へ約37kmの距離にある。市域は南北に細長く、南はサレルノ湾に面する。ラヴェッロの集落は、サレルノ湾を見下ろす山腹に位置しており、中心地の標高は350mである。

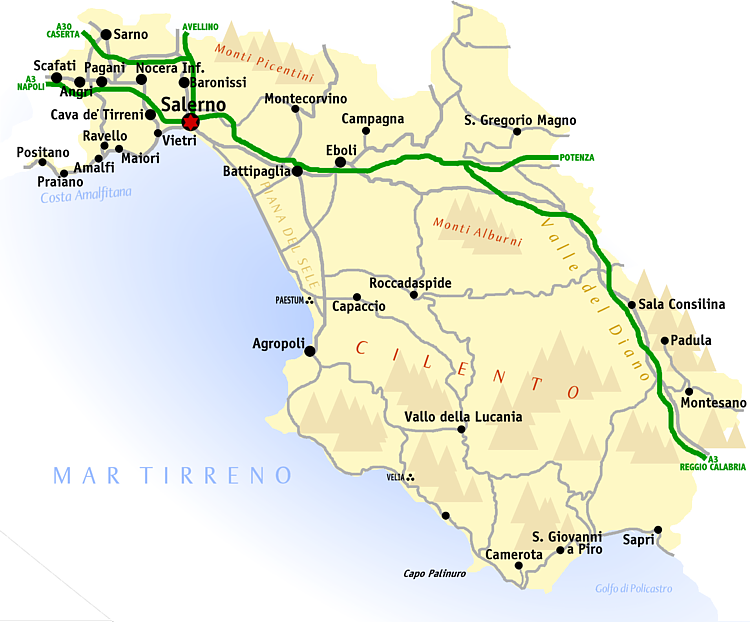
サレルノ県概略図

#### 隣接コムーネ
隣接するコムーネは以下の通り。NAはナポリ県所属を示す。
- トラモンティ - 北
- マイオーリ - 東
- ミノーリ - 東
- アトラーニ - 南西
- スカーラ - 西
- グラニャーノ (NA) - 北西
- レッテレ (NA) - 北西

- 市街
- ラヴェッロ城

## 行政

### 分離集落
ラヴェッロには、以下の分離集落（フラツィオーネ）がある。
- Casa Bianca, Casa Rossa, Castiglione, Marmorata, Monte, Sambuco, San Cosma, San Pietro alla Costa, Torello, Pendolo, Rotonda, Carpino

## 交通

### 道路
- SS163 (it:Strada statale 163 Amalfitana)

海岸沿いに国道163号が走る。コムーネを縦断して県道1号(SP1)が走っており、ラヴェッロの市街地を通ってトラモンティの村域に至る。

### 観光
ラヴェッロにはアマルフィからバスで30分程度かかる。